# Jiří Štuchal
Jiří Štuchal (20. listopadu 1912, Brno – 2. března 1979, Praha) byl kabaretní a cirkusový herec, estrádní konferenciér, spisovatel, lidový bavič a dlouholetý rozhlasový moderátor a redaktor.

## Život
Jiří Štuchal maturoval na brněnské reálce, v letech 1931–1942 byl úředníkem v brněnské Zemské bance. Od roku 1944 byl zaměstnán v brněnském rozhlase, odkud v roce 1954 přešel do rozhlasu pražského, pro který pracoval do roku 1972.

### Rodinný život
Po roce 1943 se oženil se Věrou Rackovou (1919–2006), v té době zpěvačkou orchestru Gustava Broma. V roce 1948 se jim narodil syn Jiří, v roce 1954 (již po přestěhování do Prahy) dcera Kateřina.

## Dílo
Muž, jenž byl autorem mnoha set anekdot, humorných scének a skečů, vypravěč historek ze života, moderátor silvestrovských pořadů. Byl to člověk, jenž byl (zejména na konci padesátých a na počátku šedesátých let 20. století) považován za jednoho z posluchačsky nejoblíbenějších rozhlasových autorů a moderátorů. Velice populární byl jeho pravidelný rozhlasový pořad Šťastnou cestu.  Jednalo se o muže, jenž výrazně vynikal ve všem, co dělal, člověka obdařeného nejen mimořádnou pílí a velkou dávkou pracovitosti, ale i notnou dávkou osobního šarmu a charismatu.

### Rozhlas (výběr)
- Šťastnou cestu (konferování sobotního pořadu pro motoristy, 1961–1972)[5]
- Rozhlasový Silvestr (konferování, od roku 1961)

### Filmografie (výběr)
- Hudba z Marsu (1955)
- Ledoví muži (1960)
- Každá koruna dobrá (1961)
- Král komiků (1963)

### Knižní tvorba
Knižní tvorba Jiřího Štuchala spočívala ve výběru a uspořádání anekdot:
- Jaroslav Vojta vypráví anekdoty (1947, 1971 a 1978)
- Anekdoty na šťastnou cestu (1969 a 1970)
- Anekdoty okolo stola-la-la (1973)

## Ocenění
- Jiří Štuchal byl nositelem vyznamenání Za zásluhy o výstavbu[1]